# Гебхард Супплинбургский
Гебхард Супплинбургский (нем. Gebhard von Supplinburg; погиб 9 июня 1075) — представитель саксонской знати, граф Харцгау и второй точно задокументированный историческими источниками представитель династии Супплинбургов. Отцом Гебхарта был Бернхард Супплинбургский. Его сыном был император Священной Римской империи Лотарь II.
Гебхард известен как граф Харцгау с 1052 года, его женой была Хедвига Формбах, дочь графа Формбаха Фридриха. Гебхард погиб в битве при Лангензальце в 1075 году во время саксонского восстания против императора Генриха IV. Его сын Лотарь родился уже после смерти отца.